# Queens Chronicle
Albums de Big Noyd
Big Noyd Presents: The Co-Defendants, Volume 1
(2007)
Queens Chronicle est le sixième (et dernier) album studio de Big Noyd, sorti le 19 janvier 2010.

## Liste des titres
| No  | Titre                                       | Producteur  | Durée |
| --- | ------------------------------------------- | ----------- | ----- |
| 1.  | Queens Chronicle (Intro)                    | DJ Skizz    | 1:00  |
| 2.  | All I Got to Say (All I Got To Say)         | Ric Rude    | 2:16  |
| 3.  | Queensbridge Thuggin (featuring Lyadede)    | Blessoill   | 3:57  |
| 4.  | The Rules                                   | DJ Skizz    | 2:19  |
| 5.  | Where My G'z (featuring Lyadede)            | Blessoill   | 3:33  |
| 6.  | Kilo Rap (featuring Ghetto et Termanology)  | MoSS        | 3:37  |
| 7.  | Dreams                                      | DJ Skizz    | 2:32  |
| 8.  | Get It Done (featuring The God Ali et Loki) | Chuck       | 3:47  |
| 9.  | QB Duo (featuring Dog)                      | DJ Skizz    | 3:54  |
| 10. | Pokerface                                   | DJ Skizz    | 2:36  |
| 11. | Money Time                                  | Ric Rude    | 3:09  |
| 12. | Testify (featuring Profit)                  | Ric Rude    | 3:01  |
| 13. | New York Lights                             | DJ Skizz    | 2:02  |
| 14. | Livin the Life                              | Vinny Thunn | 1:31  |